# Pornografia dura

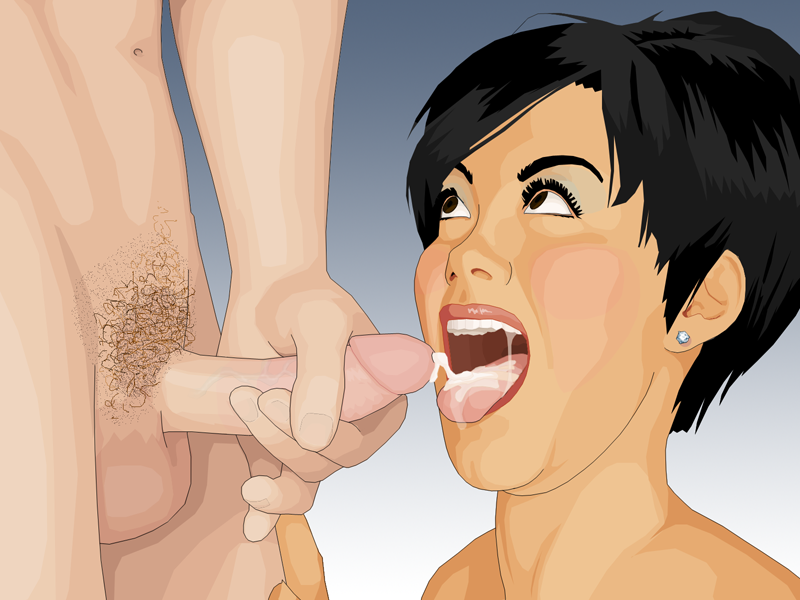
Ejaculació bucal, molt freqüent en les escenes de porno dur.

El porno dur (en anglès: hardcore porn) és un gènere pornogràfic en el qual es mostren escenes d'actes sexuals explícits, on és possible veure, generalment amb detall, sexe anal, sexe vaginal, fel·lacions, cunnilingus, anilingus, fisting, ejaculacions, sexe en grup, ús de consoladors i/o vibradors, etc. És un gènere destinat exclusivament a un públic adult.

## Història
El terme va ser encunyat en la segona meitat del segle xx, per distingir-la de la pornografia softcore o porno suau, que usa majorment el sexe simulat i restringeix les opcions de representacions d'activitats sexuals. En general s'ofereix en forma de fotografies o material filmat, encara que també és molt popular mitjançant dibuixos animats. Si bé el canal principal de comercialització durant dècades van ser les revistes, entre les dècades de 1970 i 1990 es va massificar el seu consum gràcies a l'enorme difusió de les videograbadores, i posteriorment s'ha distribuït àmpliament a través de la xarxa Internet.

## Variants
Hi ha moltes variants dins de la pornografia dura, sent algunes més suaus i unes altres molt extremes, però sempre inclou penetració explícita, pràctiques i actes sexuals gràfics i directes. La pornografia dura dona cabuda a qualsevol tipus de pràctica sexual sempre que compleixi els requeriments anteriors, per la qual cosa és possible veure tota mena de pràctiques sexuals dins d'aquest gènere. El més habitual en la pornografia dura és la pràctica del sexe entre un home i una dona, encara que també és molt habitual veure la pràctica del sexe entre dues dones, pornografia lèsbica, sexe entre diverses dones i un home, entre dos homes i una dona, entre diversos homes i una dona, sexe en grup, orgies, i sexe entre dues dones, o entre dos homes en la pornografia gai. Alguns dels subgèneres pornogràfics que pertanyen al gènere dur són el gonzo, el fetitxisme i el sadomasoquisme.